# 地の塩、世の光

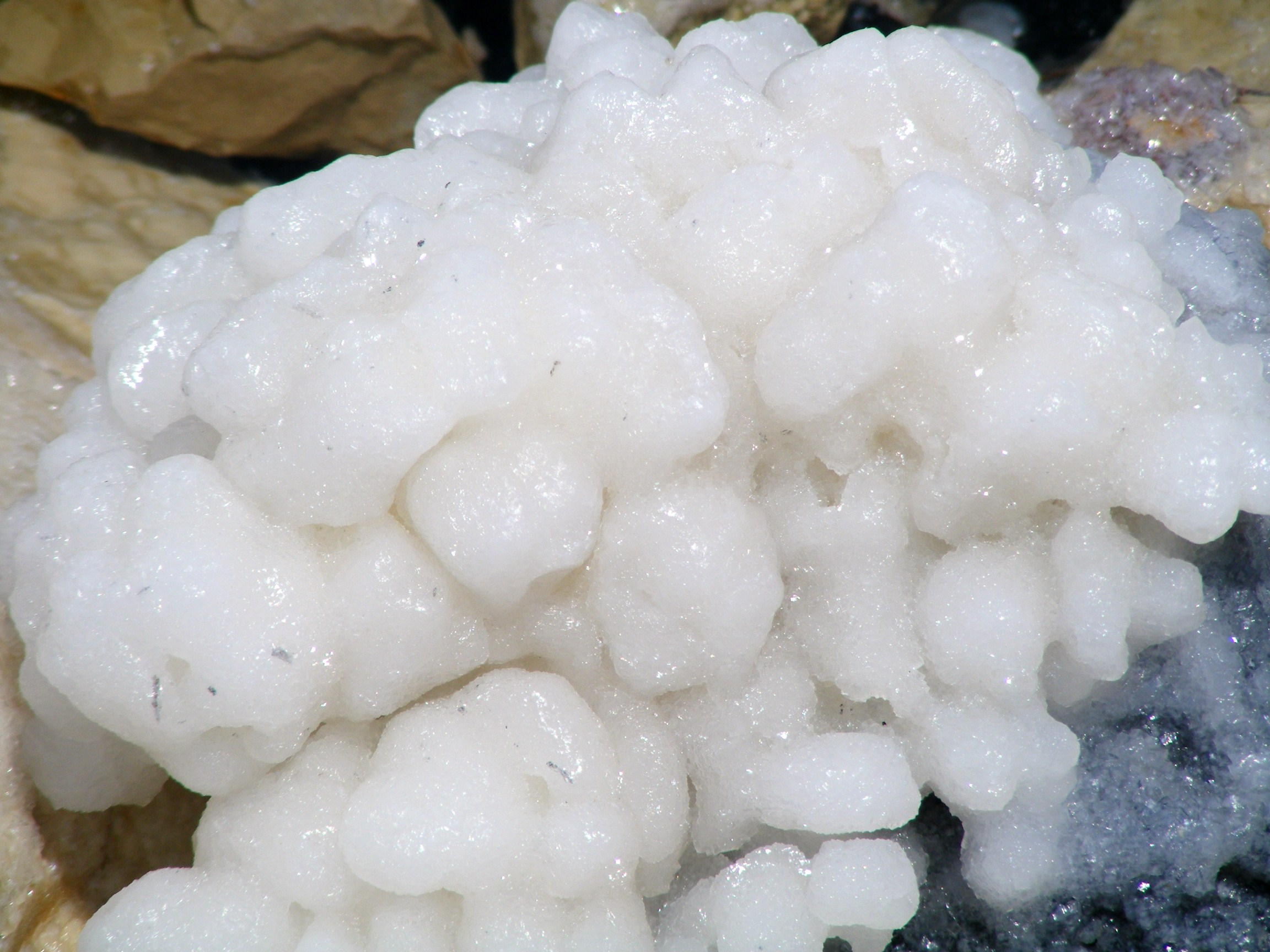
死海の塩

地の塩、世の光（ちのしお、よのひかり）は、新約聖書の山上の垂訓のひとつ、単に塩と光（しおとひかり）と略することもある。マタイによる福音書の5章13節から16節に記述がある。そのほかマルコによる福音書の9章48節から50節、ルカによる福音書の14章34節から35節に、地の塩に関する同様の記述がある。塩は腐敗を防ぐことから、優れたもの、役に立つものを示す比喩で、ここでは愛と慈悲を意味している。また、光は神の智慧とその働きを意味する。

## イエスによる教えの主な内容

### 塩について
- 地獄では、うじがつきず、火も消えることがない。人はすべて火で塩づけられねばならない。 - マルコ9:48、9:49
- あなたがた[2]は、地の塩である。 - マタイ5:13
- 塩は良いものだ。しかし、塩もききめがなくなったら、何によって塩味が取りもどされようか。 - マルコ9:50、ルカ14:34

### 塩気を失った場合
- もし塩のききめがなくなったら、何によってその味が取りもどされようか。 - マタイ5:13、マルコ9:50、ルカ14:34
- もはや、なんの役にも立たず、ただ外に捨てられて、人々にふみつけられるだけである。 - マタイ5:13
- 土にも肥料にも役立たず、外に投げ捨てられてしまう。 - ルカ14:35

### 光について
- あなたがた[2]は、世の光である。 - マタイ5:14
- 山の上にある町は隠れることができない。また、あかりをつけて、それを枡の下におく者はいない。むしろ燭台の上において、家の中のすべてのものを照させるのである。 - マタイ5:14、5:15
- わたしは、この世にいる間は、世の光である。 - ヨハネ9:5

### イエスの指導
- あなたがた自身の内に塩を持ちなさい。そして、互に和らぎなさい。 - マルコ9:50
- あなたがた[2]の光を人々の前に輝かし、そして、人々があなたがたのよいおこないを見て、天にいますあなたがたの父をあがめるようにしなさい。 - マタイ5:16
- ヨハネ福音書 - 9:5

### 教育
- 光塩女子学院 - 校名の由来。
- 青山学院 - 学院スクールモットーとして用いられている。
- 東北学院 - 学院スクールモットーとして用いられている。
- 学校法人ヴォーリズ学園 - 学園訓になっている。
- 明星中学校・高等学校 (大阪府) - 校訓になっている。
- 大阪星光学院 - 学院スクールモットーとして用いられている。
- 札幌光星学園 - 校訓になっている。
- 光泉カトリック中学校・高等学校 - 建学の理念になっている。
- 暁星中学校・高等学校 - 校訓になっている。